# Escapament atmosfèric
L'escapament atmosfèric és el procés pel qual l'atmosfera d'un cos planetari perd gasos per la seva sortida cap a l'espai exterior. Els factors principals que influeixen en l'escapament atmosfèric són la temperatura de l'atmosfera i la velocitat d'escapament del cos planetari.
Els mecanismes pels quals es produeix aquesta fuga de gasos es classifiquen principalment en tèrmics i no tèrmics, tot i que també es pot produir a vegades escapament atmosfèric a causa d'impactes contra el cos planetari d'asteroides o cometes. La importància relativa de cada mecanisme d'escapament depèn de diversos factors, serà diferent d'un cos planetari a un altre i diferent també al llarg de la seva història. L'escapament atmosfèric ha influït notòriament en l'evolució de les atmosferes dels diferents cossos planetaris que es coneixen. Així, per exemple, Mart i Venus han perdut gran part de la seva aigua a causa d'aquest procés.

## Mecanismes tèrmics d'escapament
Hi ha dos mecanismes d'escapament deguts a la temperatura, un és l'escapament Jean, anomenat així per l'astrònom que el descrigué a principis del segle xx, l'anglès James Jean. L'altre mecanisme és l'escapament hidrodinàmic, o «vent planetari».

### Escapament Jean
A una temperatura donada les molècules d'un gas tenen una determinada velocitat mitjana, que és menor quanta més massa tinguin les molècules d'aquell gas. Però una velocitat mitjana significa que hi ha molècules per sota d'aquella mitjana i altres per sobre d'ella. En concret la distribució de velocitats de les molècules d'un gas a una temperatura donada és la distribució de Maxwell-Boltzmann, que segueix corbes com les de la figura.

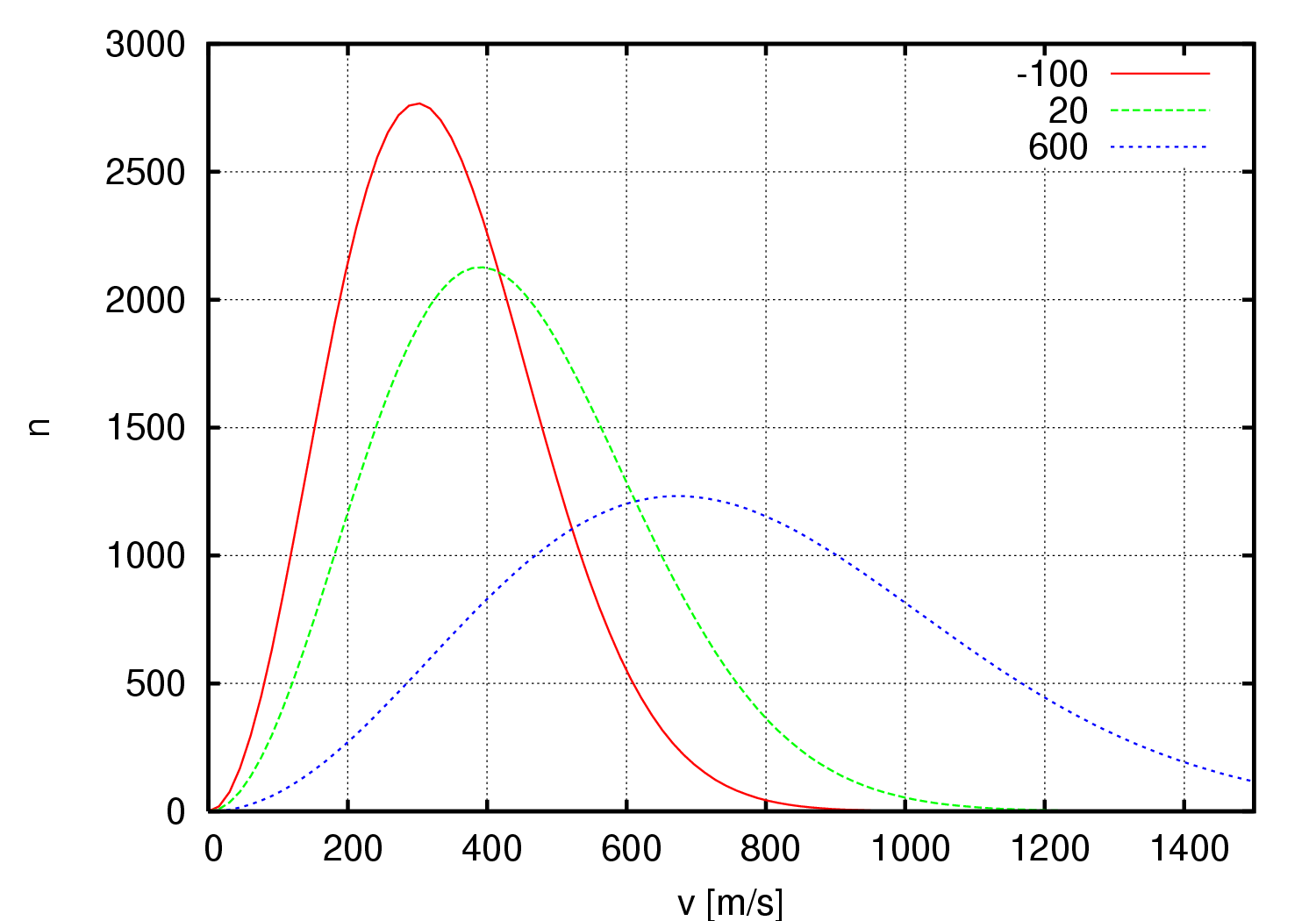
Distribucions de Maxwell-Boltzmann de l'oxigen per tres temperatures diferents

 Com es veu al gràfic, a una temperatura donada hi ha una petita fracció de molècules amb velocitats significativament més altes que la mitjana (l'extrem dret de cada corba). A les capes més altes de l'atmosfera, on la densitat de molècules és menor, les col·lisions entre elles són molt més escasses, i una molècula de la part més «alta» de la distribució de Maxwell, és a dir, una molècula amb una velocitat superior a la mitjana, podria escapar a la gravetat del planeta. Per exemple, a la Terra, a 500 km d'altitud l'atmosfera és molt tènue i la temperatura raneja als 1000 K (727 °C). En aquestes condicions la distribució de velocitats dels àtoms d'hidrogen té la seva mitjana en els 5 km/s, però a la part alta de la distribució es poden trobar àtoms amb una velocitat superior als 10,8 km/s, que és la velocitat d'escapament necessària per vèncer la gravetat terrestre a aquella altitud.
Com la distribució de les velocitats depèn de la massa de les molècules, no només de la temperatura, quanta més massa tingui una molècula, menor serà la velocitat mitjana i tota la distribució en general. D'aquesta manera, fins i tot les de l'extrem superior podrien estar per sota de la velocitat d'escapament. En conseqüència, l'hidrogen serà el component que més fàcilment pugui escapar d'una atmosfera per aquest mecanisme, car és el gas més lleuger de tots.
Una altra conseqüència és que els gegants gasosos, planetes de gran massa i, per tant, major velocitat d'escapament, són els planetes capaços de mantenir grans quantitats d'hidrogen i heli, mentre que a la Terra escapen fàcilment. La distància al Sol també té un paper; un planeta proper a ell té una atmosfera més calenta, cosa que condueix a una gamma més ràpida de velocitats, i a una major possibilitat de fuga. Això ajuda, per exemple, que Tità, que és petit comparat amb la Terra però més llunyà del Sol, conservi la seva atmosfera.

### Escapament hidrodinàmic
Mentre que l'escapament Jean es produeix en molècules individuals, l'escapament hidrodinàmico es refereix a un fenomen de conjunt, "en massa", es podria dir.
L'aire de l'atmosfera superior s'escalfa per efecte de la llum ultraviolada rebuda del sol i això provoca que s'expandeixi, empenyent així l'aire que hi hagi per sobre i accelerant-lo suaument a mesura que ascendeix fins a assolir la velocitat d'escapament. Aquest flux de gasos rep el nom de «vent planetari» per analogia amb el vent solar. En el cas de Venus es pensa que aquest fenomen pot haver sigut la causa que perdés una enorme quantitat d'hidrogen en unes poques desenes de milions d'anys, quan el sol era més jove i emetia més llum ultraviolada.
En la seva fuga l'hidrogen hauria arrossegat gran part de l'oxigen, però no el diòxid de carboni. En haver-se perdut aleshores tanta aigua, no estaria present per mitjançar en les reaccions químiques que haurien fixat el diòxid de carboni en minerals com la pedra calcària. La permanència de CO₂ a l'atmosfera ha donat lloc, per efecte hivernacle, a les infernals temperatures de la superfície de Venus.
En menor mesura Mart i la Terra han patit en el passat escapament hidrodinàmic, com ho mostren les proporcions actuals dels isòtops de certs gasos nobles en les seves atmosferes respectives. La sonda Huygens de l'ESA, en el seu descens a Tità, ha trobat a la seva atmosfera una proporció d'isòtops de nitrogen que podria explicar-se també per escapament hidrodinàmic en el passat.

## Mecanismes no tèrmics d'escapament
Existeixen altres mecanismes, no relacionats amb la temperatura, que poden causar escapament atmosfèric i sovint predominen sobre els tèrmics. Aquests mecanismes són diversos però impliquen normalment àtoms i molècules ionitzats per diverses causes: radiació solar, vent solar, rajos còsmics, etc. Els ions a més poden ser accelerats per camps elèctrics que a vegades es formen a la pròpia ionosfera. Aquests ions d'alta energia podrien escapar fàcilment d'un planeta, però si aquest té un camp magnètic els ions es veuen confinats a ell. Hi ha tanmateix dues vies per les quals alguns poden superar aquest obstacle.
Per un costat, als pols, on les línies de flux magnètic «s'obren» a l'espai interplanetari els ions podran escapar. El raig d'ions que escapa pels pols es denomina «vent polar». Com encara han de vèncer la gravetat, només els ions més lleugers (d'hidrogen i heli) aconsegueixen escapar. Gairebé tot l'heli que perd la Terra escapa per aquest vent polar. A vegades el vent polar pot arrossegar amb si mateix alguns ions més pesants (per atracció elèctrica).
Una altra manera per la qual l'àtom o molècula aconsegueix escapar és per "intercanvi de càrrega". Per exemple, un àtom d'hidrogen ionitzat per la radiació solar i que tingui una alta velocitat, normalment no podria escapar de la Terra, car el seu camp magnètic el mantindria confinat a ella. Tanmateix, si aquest àtom col·lideix amb un àtom d'hidrogen neutre i li «roba» l'electró, hi haurà un àtom d'alta velocitat però de nou neutre i, per tant, immune al camp magnètic. Es calcula que entre el 60 i el 90% de l'hidrogen que perd la Terra avui en dia ho fa d'aquesta manera.
Després d'això, en els cossos amb atmosfera però sense camp magnètic propi es podria pensar que tots els ions d'alta energia escaparien, però el vast conjunt d'ions en moviment a l'atmosfera superior indueix un camp magnètic que, tot i que no és tan intens, resulta bastant eficaç per confinar els ions. Si l'atmosfera és densa, com a Venus, l'efecte serà més important que en altres cossos amb atmosferes més tènues, com Mart.
Un altre exemple d'escapament no tèrmic és l'escapament fotoquímic, que possiblement s'està produint a Mart i a Tità. Després d'assolir l'atmosfera superior, les molècules de nitrogen, oxigen i diòxid de carboni, són ionitzades pel vent solar. Aquests ions, en col·lidir amb altres o amb un electró, es poden dividir en àtoms individuals de menor massa i amb energia suficient per escapar de la gravetat.

## Oxidació planetària
Una conseqüència subtil dels fenòmens d'escapament és que provoquen una tendència a l'oxidació de la superfície. Com aquests fenòmens afecten en major mesura l'hidrogen, per ser l'element més lleuger i com a la molècula d'aigua hi entren dos àtoms d'hidrogen i un d'oxigen, la major pèrdua d'hidrogen resulta en un augment de la presència d'oxigen a l'atmosfera. Això ha comportat un progressiu pas del color gris-negrenc de les roques volcàniques als tons rogencs de diversos dels òxids de ferro, tant a Venus com a la Terra, i de manera més evident, a Mart.

## Altres fenòmens de pèrdua d'atmosfera

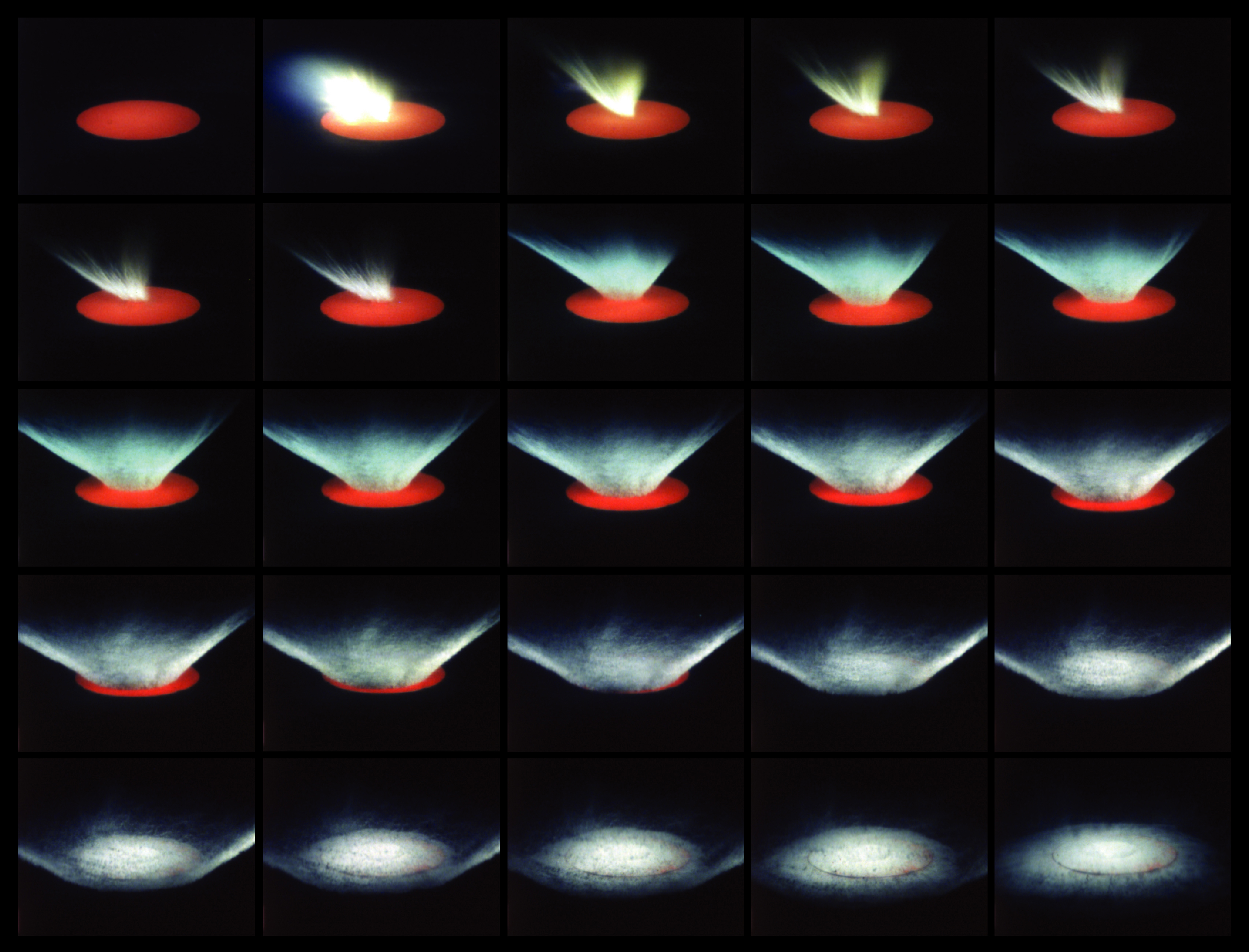
Seqüència d'un impacte, es pot veure la formació del con de material ejectat (NASA).

Un altre procés que pot provocar pèrdua de part de l'atmosfera és l'impacte d'asteroides o cometes. Una col·lisió d'aquest tipus pot tenir suficient energia perquè la matèria ejectada, incloses molècules atmosfèriques, assoleixi la velocitat d'escapament. Durant l'esdeveniment de Chicxulub el con d'atmosfera ejectat tingué aproximadament uns 80 graus d'amplada i contenia una cent mil·lèsima part de l'atmosfera. Un impacte encara més energètic podria endur-se tota l'atmosfera per sobre d'un pla tangent al planeta al punt de l'impacte.
Cal destacar també la pèrdua d'atmosfera per "segrest" de les seves molècules a la superfície, tot i que això no és realment un escapament. En són un exemple les molècules d'aigua solidificades a les glaceres, el diòxid de carboni en forma de capes de gel sec a Mart, la fixació del carboni en les roques, l'oxigen que es queda en certes roques en oxidar-les, l'adsorció al regòlit, etc.